# Johann Jacob Hagenbach

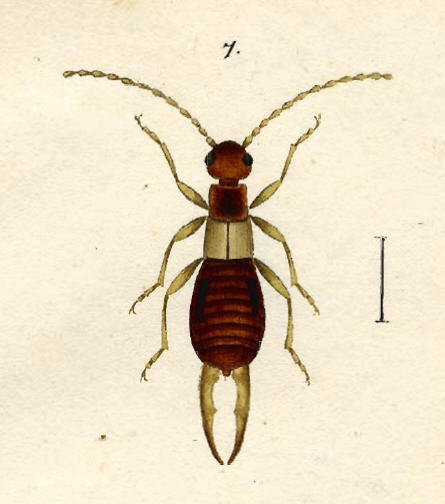
Ilustracja z pracy Hagenbacha przedstawiająca skorka Apterygida media

Johann Jacob Hagenbach (ur. 1801, zm. 1 września 1825 w Bazylei) – szwajcarski przyrodnik i entomolog.
Zmarł dwa dni po powrocie do Bazylei z wyprawy na Jawę. Pozostawił trzy prace, w jednej z nich opisał nowy rodzaj chrząszczy, Mormolyce.

## Prace
- Insecta Coleoptrata, quae in itineribus suis, praesertim alpinis, collegerunt David Henricus Hoppe, Dr., et Fridericus Hornschuch, Dr., A. C. N. C. S. S. cum notis et descriptionibus Iacobi Sturm et Iacobi Hagenbach. Nova Acta Phys.Med. Acad. Caes. Leop.-Carol., 12 (2): 477-490, pl. XLV. (1825)
- Mormolyce, novum coleopterorum genus descriptum. Jac. Sturm, 1825
- Symbola faunae insectorum Helvetiae exhibentia vel species novas nondum depictas (1822)